# Selitrennoe

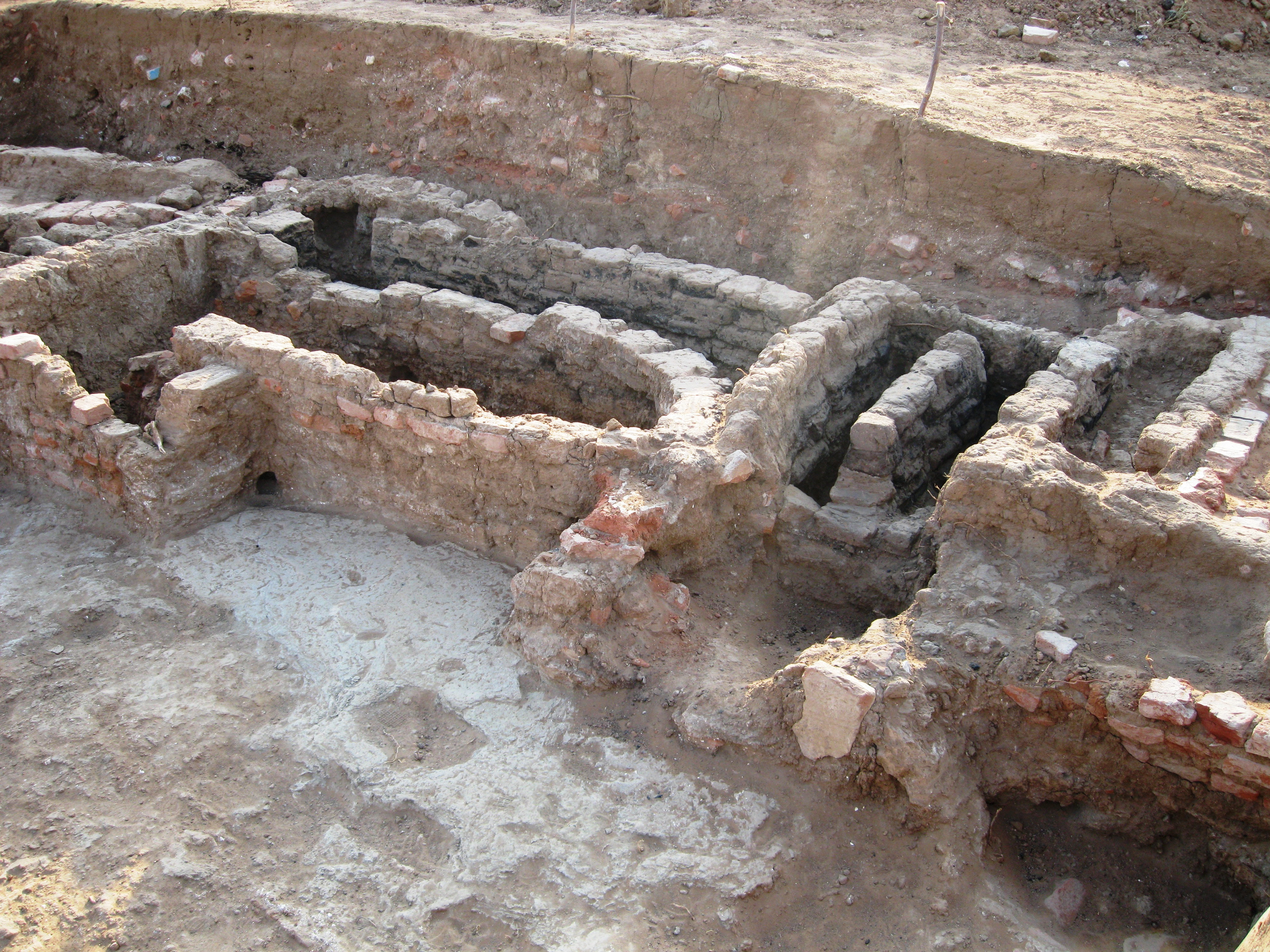
Situl arheologic de la Selitrennoe

Selitrennoe (în rusă Селитренное) este satul reședință al comunei Selitrennoe, raionul Harabali, regiunea Astrahan, Federația Rusă. 

## Arheologie
Pe teritoriul satului Selitrennoe se găsesc ruinele capitalei Hoardei de Aur. Este unul dintre cele mai mari situri arheologice legate de cultura acestui stat. Descoperirile din acest sit ajută cu identificarea populației turco-mongole specifice Hoardei de Aur și identificare acestora în descoperirile arheologice de pe alte situri. Descoperiri similare cu cele de la Selitrennoe au fost identificate în vest până în Republica Moldova, fapt ce indică întinderea nomanzilor musulmani la nord de Marea Neagră în Evul Mediu târziu. 